# نیک ویتاکر
نیک ویتاکر (انگلیسی: Nick Whitaker؛ زادهٔ ۱ اکتبر ۱۹۸۸) یک هنرپیشه، و خواننده اهل ایالات متحده آمریکا است. وی از سال ۲۰۰۰ میلادی تاکنون مشغول فعالیت بوده‌است.